# Маркграфство Ландсберг
Маркграфството Ландсберг (на немски: Mark Landsberg, Markgrafschaft Landsberg) е маркграфство на Свещена Римска империя от 12 до 14 век. Разполагало се е между реките Заале и Елба. Своето название получило в чест на замъка Ландсберг на територията на съвремената Саксония-Анхалт.
Създадено e 1156 г. в резултат на разделянето на Саксонската източна марка (Лужицка марка), принадлежаща на Конрад Велики. Неговата столица e Ландсберг. 1347 г. e в състава на владенията на Ветините.